# FC Slavia-Mozyr
FC Slavia-Mozyr es un equipo de fútbol Bielorruso, ubicado en Mazyr, Bielorrusia.

## Historia
El equipo fue fundado en 1987 con el nombre Polessie como un homenaje a la región natural de Polesia. Desde su fundación y hasta 1991 el club jugaba en la liga regional de la República Socialista Soviética de Bielorrusia. Tras la disolución de la Unión Soviética y la posterior independencia del país pasaron a jugar en la Primera Liga de Bielorrusia, segunda categoría del fútbol nacional. En 1994 el Polessie cambió su nombre a MPKC Mazyr (Centro Comercial-Industrial Mazyr), en el verano de 1995 se proclamaron campeones de la segunda división, por lo que en el otoño debutaron en la máxima categoría.
En su debut en la Liga Premier bielorrusa el Mazyr finalizó en la segunda posición, además el equipo se proclamó campeón de la Copa de Bielorrusia tras derrotar al Dinamo Minsk con un marcador de 1-4. En 1996 el Mazyr consiguió su primer título de liga, siendo el segundo equipo en lograr un campeonato nacional y rompiendo la racha del Dinamo Minsk, club que había sido el ganador de todas las ediciones de la liga bielorrusa desde su creación en 1992.
En 1998 el club fue renombrado como FC Slavia-Mazyr. En 2000 el equipo logró ganar su segundo título de liga y su segunda copa nacional. Tras estos éxitos el equipo comenzó a entrar en decadencia hasta perder su plaza en la Liga Premier en 2005.
En 2006 debido a problemas financieros y para asegurar la continuidad del club, el Slavia se fusionó con el ZLiN Gomel, por lo que a partir de ese año pasó a llamarse FC Mozyr-ZLiN/Mazyr-ZLiN, finalmente en 2008 el equipo recuperó su denominación tradicional.

## Plantilla 2025
- = Lesionado de larga duración

## Palmarés
- Campeonato de Bielorrusia (2): 1996, 2000
- Copa de Bielorrusia (2): 1996, 2000

### Historial en liga y copa
| Temporada | División | Posición | PJ | G  | E  | P  | Goles  | Puntos | Copa de Bielorrusia | Notas      |
| --------- | -------- | -------- | -- | -- | -- | -- | ------ | ------ | ------------------- | ---------- |
| 1992      | 2°       | 7        | 15 | 5  | 6  | 4  | 18–22  | 16     | Ronda de 64         |            |
| 1992–93   | 2°       | 2        | 30 | 22 | 5  | 3  | 54–14  | 49     | Ronda de 64         |            |
| 1993–94   | 2°       | 2        | 28 | 19 | 5  | 4  | 48–18  | 43     | Ronda de 32         |            |
| 1994–95   | 2°       | 1        | 30 | 24 | 3  | 3  | 106–17 | 51     | Cuartos de final    | Ascendido  |
| 1995      | 1°       | 2        | 15 | 11 | 3  | 1  | 44–9   | 36     | Campeón             |            |
| 1996      | 1°       | 1        | 30 | 24 | 4  | 2  | 64–17  | 76     | Campeón             |            |
| 1997      | 1°       | 6        | 30 | 12 | 7  | 11 | 39–30  | 43     | Ronda de 16         |            |
| 1998      | 1°       | 6        | 28 | 12 | 9  | 7  | 41–36  | 45     | Cuartos de final    |            |
| 1999      | 1°       | 2        | 30 | 20 | 5  | 5  | 74–25  | 65     | Segundo             |            |
| 2000      | 1°       | 1        | 30 | 23 | 5  | 2  | 78–25  | 74     | Campeón             |            |
| 2001      | 1°       | 7        | 26 | 13 | 5  | 8  | 49–27  | 44     | Segundo             |            |
| 2002      | 1°       | 11       | 26 | 6  | 6  | 14 | 38–61  | 24     | Cuartos de final    |            |
| 2003      | 1°       | 14       | 30 | 6  | 7  | 17 | 29–64  | 25     | Ronda de 16         |            |
| 2004      | 1°       | 12       | 30 | 9  | 4  | 17 | 32–51  | 31     | Ronda de 32         |            |
| 2005      | 1°       | 14       | 26 | 2  | 5  | 19 | 14–60  | 11     | Ronda de 16         | Descendido |
| 2006      | 2°       | 4        | 26 | 11 | 10 | 5  | 44–24  | 43     | Ronda de 16         |            |
| 2007      | 2°       | 13       | 26 | 4  | 6  | 16 | 26–44  | 18     | Ronda de 32         |            |
| 2008      | 2°       | 13       | 26 | 6  | 5  | 15 | 33–62  | 23     | Ronda de 32         |            |
| 2009      | 2°       | 13       | 27 | 5  | 8  | 14 | 23–41  | 23     | Ronda de 32         |            |
| 2010      | 2°       | 9        | 30 | 10 | 7  | 13 | 33–44  | 37     | Ronda de 16         |            |
| 2011      | 2°       | 1        | 30 | 22 | 5  | 3  | 53–15  | 71     | Ronda de 32         | Ascendido  |
| 2012      | 1°       | 10       | 30 | 7  | 6  | 17 | 22–58  | 27     | Ronda de 32         |            |
| 2013      | 1°       | 12       | 30 | 5  | 8  | 19 | 24–47  | 23     | Ronda de 16         | Descendido |
| 2014      | 2°       | 2        | 30 | 18 | 6  | 6  | 55–38  | 60     | Ronda de 16         | Ascendido  |
| 2015      | 1°       | 10       | 26 | 7  | 5  | 14 | 33–50  | 26     | Ronda de 32         | [ 7 ]      |
| 2016      | 1°       | 10       | 30 | 9  | 8  | 13 | 33–49  | 35     | Ronda de 16         | [ 7 ]      |
| 2017      | 1°       | 15       | 30 | 4  | 8  | 18 | 26–50  | 20     | Ronda de 32         | Descendido |
| 2018      | 2°       | 1        | 28 | 21 | 7  | 0  | 69–13  | 70     | Ronda de 16         | Ascendido  |
| 2019      | 1°       | 8        | 30 | 10 | 7  | 13 | 35–40  | 37     | Semifinales         | [ 7 ]      |
| 2020      | 1°       | 9        | 30 | 10 | 9  | 11 | 41–49  | 39     | Ronda de 16         | [ 7 ]      |
| 2021      | 1°       |          |    |    |    |    |        |        | Ronda de 16         |            |

1. ↑   Incluye partido adicional (victoria 2–1) por el 13° puesto, ya que Slavia-Mozyr contaba con los mismos puntos que Spartak Shklov, pero solo uno podía descender.

## Participación en competiciones de la UEFA
| Temporada | Torneo            | Ronda            | Rival                  | Ida     | Vuelta       |
| --------- | ----------------- | ---------------- | ---------------------- | ------- | ------------ |
| 1996–97   | Recopa de Europa  | Clasificatoria   | KR Reykjavík           | 2–2 (L) | 0–1 (V)      |
| 1997–98   | Liga de Campeones | Clasificatoria 1 | Constructorul Chişinău | 1–1 (V) | 3–2 (L)      |
| 1997–98   | Liga de Campeones | Clasificatoria 2 | Olympiakos             | 0–5 (V) | 2–2 (L)      |
| 1997–98   | Copa de la UEFA   | 1                | Dinamo Tiflis          | 1–1 (L) | 0–1 (V)      |
| 2000–01   | Copa de la UEFA   | Clasificatoria 1 | Maccabi Haifa          | 1–1 (L) | 0–0 (V) (v.) |
| 2001–02   | Liga de Campeones | Clasificatoria 1 | VB Vágur               | 0–0 (V) | 5–0 (L)      |
| 2001–02   | Liga de Campeones | Clasificatoria 2 | Inter Bratislava       | 0–1 (L) | 0–1 (V)      |